# 昂戈维尔欧普兰
昂戈维尔欧普兰（法語：Angoville-au-Plain，法語發音：[ɑ̃ɡɔvil o plɛ̃]）是法国芒什省的一个旧市镇，属于圣洛区。2016年，昂戈维尔欧普兰和另外3个市镇合并为新市镇卡朗唐莱马赖。

## 地理
昂戈维尔欧普兰（49°20'54"N, 1°15'15"W）面积5.68 平方千米，位于法国诺曼底大区芒什省，该省份为法国西北部沿海省份，西、北、东北三面环大西洋，东起顺时针与卡爾瓦多斯省、奧恩省、马耶讷省和伊勒-维莱讷省接壤。
与昂戈维尔欧普兰接壤的市镇（或旧市镇、城区）包括：布洛维尔、布雷旺、耶维尔、韦维尔、圣科姆迪蒙、维耶维尔。

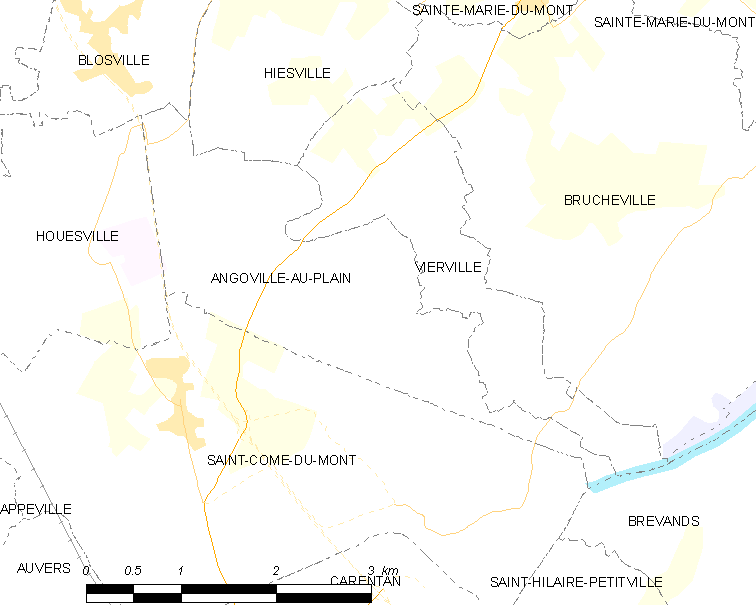
昂戈维尔欧普兰的OSM定位图

昂戈维尔欧普兰的时区为UTC+01:00、UTC+02:00（夏令时）。

## 行政
昂戈维尔欧普兰的邮政编码为50480，INSEE市镇编码为50010。

## 政治
昂戈维尔欧普兰所属的省级选区为卡朗唐莱马赖县。

## 人口

1962-2008年间昂戈维尔欧普兰人口变化图示

昂戈维尔欧普兰于2018年1月1日时的人口数量为101人。